# Girl Crush
«Girl Crush» — песня американской кантри-группы Little Big Town, вышедшая 15 декабря 2014 года в качестве второго сингла с их шестого студийного альбома Pain Killer (2014). Авторами песни выступили Lori McKenna, Hillary Lindsey, Liz Rose.
Песня на 13 недель стала № 1 в кантри-чарте США и получила платиновый статус RIAA и множество номинаций и наград, включая Grammy Awards в категории Лучшая кантри-песня года, а также CMA Awards в двух престижных категориях «Лучшая песня года» (Song of the Year) и «Лучший сингл года» (Single of the Year).
В 2024 году Rolling Stone поместил песню на 80-е место в своем рейтинге 200 величайших кантри-песен всех времен.

## История
Песня была издана лейблом Interscope Records для участия в радиоэфирных чартах Hot AC и Top 40.
Лори Маккенна сказала, что когда она представила свою идею песни своему соавтору Лиз Роуз, то первоначально она той не понравилась, но позднее Роуз изменила своё мнение после совместной работы с третьим соавтором Хиллари Линдсей. Когда члены группы Кимберли (Kimberly Schlapman) и Карен (Karen Fairchild) услышали песню, то сразу попросили, чтобы её оставили для них.
«Girl Crush» дебютировал на позиции № 48 в американском хит-параде кантри-музыки Billboard Hot Country Songs в неделю с 8 ноября 2014, ещё до релиза в качестве сингла, когда он дебютировал на № 55 в радиоэфирном кантри-чарте Billboard's Country Airplay в неделю с 27 декабря 2014. «Girl Crush» вышел с тиражом 10,000 копий в дебютную неделю с 8 ноября 2014. К октябрю 2015 год «Girl Crush» был продан тиражом 1,775,000 копий в США.
Сингл «Girl Crush» поставил рекорд кантри-чарта Hot Country Songs по числу недель подряд на первом месте (11, а потом и 13), ранее полвека принадлежавший песне «Three Bells» певца Jim Ed Brown (10 недель № 1 в 1959 году).

## Музыкальное видео
Музыкальное видео было снято в чёрно-белых тонах. Режиссёром выступил Karla и Matthew Welch, а премьера состоялась в апреле 2015 года. Видеоклип снимали в Лос-Анджелесе (Калифорния), продюсировали Meritocracy Inc.

## Живые выступления
- февраль 2015 — The Ellen DeGeneres Show[12]
- март 2015 — The Tonight Show Starring Jimmy Fallon[13]
- апрель 2015 — The 50th Annual ACM Awards[14]
- май 2015 — Billboard Music Awards with Faith Hill[15]
- ноябрь 2015 — CMA Awards[16]
- февраль 2016 — Grammy Awards[17]

## Кавер-версии
- Келли Кларксон сделала кавер-версию песни во время открытия магазина Microsoft Store в Cerritos (Калифорния) в ноябре 2014 года[18].
- Миранда Ламберт и кантри-певица Гвен Себастиан сделали кавер-версию песни на концерте в Нашвилле (США) в январе 2015 года[19].
- В марте 2015 года хард-рок группа Halestorm сделала кавер-версию песни на концерте в Мюнхене в Германии[20].
- 13 апреля 2015 в эпизоде (эпизоде 8-го сезона) музыкального шоу The Voice, участница Meghan Linsey (бывшая половинка кантри-дуэта en:Steel Magnolia) представила песню. Кантри-певец Блейк Шелтон, который был членом жюри, назвал эту песню своей любимой[21]. Риба Макинтайр, также бывшая там судьёй в этом эпизоде «Голоса», сказала, что версия Linsey ей понравилась[22]. Версия Linsey достигла позиции № 22 в кантри-чарте Billboard Hot Country Songs[23] и № 1 в Bubbling Under Hot 100 Singles[24].
- Певица Лорен Элейна (финалистка американского шоу «Голос») сделала кавер-версию песни во время своего радио-тура[25].
- Адам Ламберт и Леона Льюис исполнили эту песню на церемонии 2015 CMT «Artists of the Year» в честь группы Little Big Town[26][27]. Версия Льюис и Ламберт была номинирована в категории «Performance of the Year» на церемонии 2016 CMT Music Awards[28].
- 25 сентября 2017 года участник бойз-бенда One Direction, Гарри Стайлс, исполнил свою версию этой песни на Ryman Auditorium, Nashville в рамках начавшегося его мирового концертного турне[29]. 27 сентября 2017 года он выпустил акустическую версию песни в качестве сингла на Spotify. Запись проводилась на Metropolis Studios в Лондоне[30]. 2 ноября 2017 года Гарри Стайлс, исполнил кавер-версию песни на BBC[31].

## Награды и номинации
Источник:
| Год  | Награда                          | Категория                                       | Результат |
| ---- | -------------------------------- | ----------------------------------------------- | --------- |
| 2015 | Country Music Association Awards | Песня года (Song of the Year)                   | Победа    |
| 2015 | Country Music Association Awards | Сингл года (Single of the Year)                 | Победа    |
| 2015 | Country Music Association Awards | Вокальная группа года (Vocal Group of the Year) | Победа    |
| 2015 | Country Music Association Awards | Видеоклип года (Music Video of the Year)        | Номинация |
| 2016 | Grammy Awards                    | Лучшее кантри-исполнение дуэтом или группой     | Победа    |
| 2016 | Grammy Awards                    | Лучшая песня года                               | Номинация |
| 2016 | Grammy Awards                    | Лучшая кантри-песня года                        | Победа    |
| 2016 | Academy of Country Music         | Сингл года (Single Record of the Year)          | Номинация |
| 2016 | Academy of Country Music         | Песня года (Song of the Year)                   | Номинация |

## Чарты
| Чарт (2014-15)                      | Высшая позиция |
| ----------------------------------- | -------------- |
| Канада (Billboard Canadian Hot 100) | 29             |
| Канада (Billboard Country)          | 11             |
| США (Billboard Hot 100)             | 18             |
| США (Billboard Hot Country Songs)   | 1              |
| США (Billboard Country Airplay)     | 3              |
| США (Billboard Adult Contemporary)  | 29             |
| США (Billboard Adult Pop Airplay)   | 23             |

| Чарт (2015)                       | Позиция |
| --------------------------------- | ------- |
| Канада (Canadian Hot 100)         | 85      |
| США Billboard Hot 100             | 63      |
| США Country Airplay (Billboard)   | 38      |
| США Hot Country Songs (Billboard) | 2       |

| Регион     | Сертификация  | Продажи   |
| ---------- | ------------- | --------- |
| США (RIAA) | 3× Платиновый | 2,398,000 |

## Сертификации
| Регион     | Сертификация  | Продажи   |
| ---------- | ------------- | --------- |
| США (RIAA) | 3× Платиновый | 2,398,000 |